# Kamionka (rejon kowelski)
Kamionka (ukr. Кам'янка) – wieś w rejonie kowelskim, w obwodzie wołyńskim Ukrainy. W II Rzeczypospolitej miejscowość wchodziła w skład gminy wiejskiej Pulemiec w powiecie lubomelskim województwa wołyńskiego.
W 1932 roku w Kamionce urodził się Jan Bagiński – polski biskup rzymskokatolicki, biskup pomocniczy opolski w latach 1985–2009, od 2009 biskup senior diecezji opolskiej.
Do 2020 w rejonie szackim.